# 미드하트 파샤

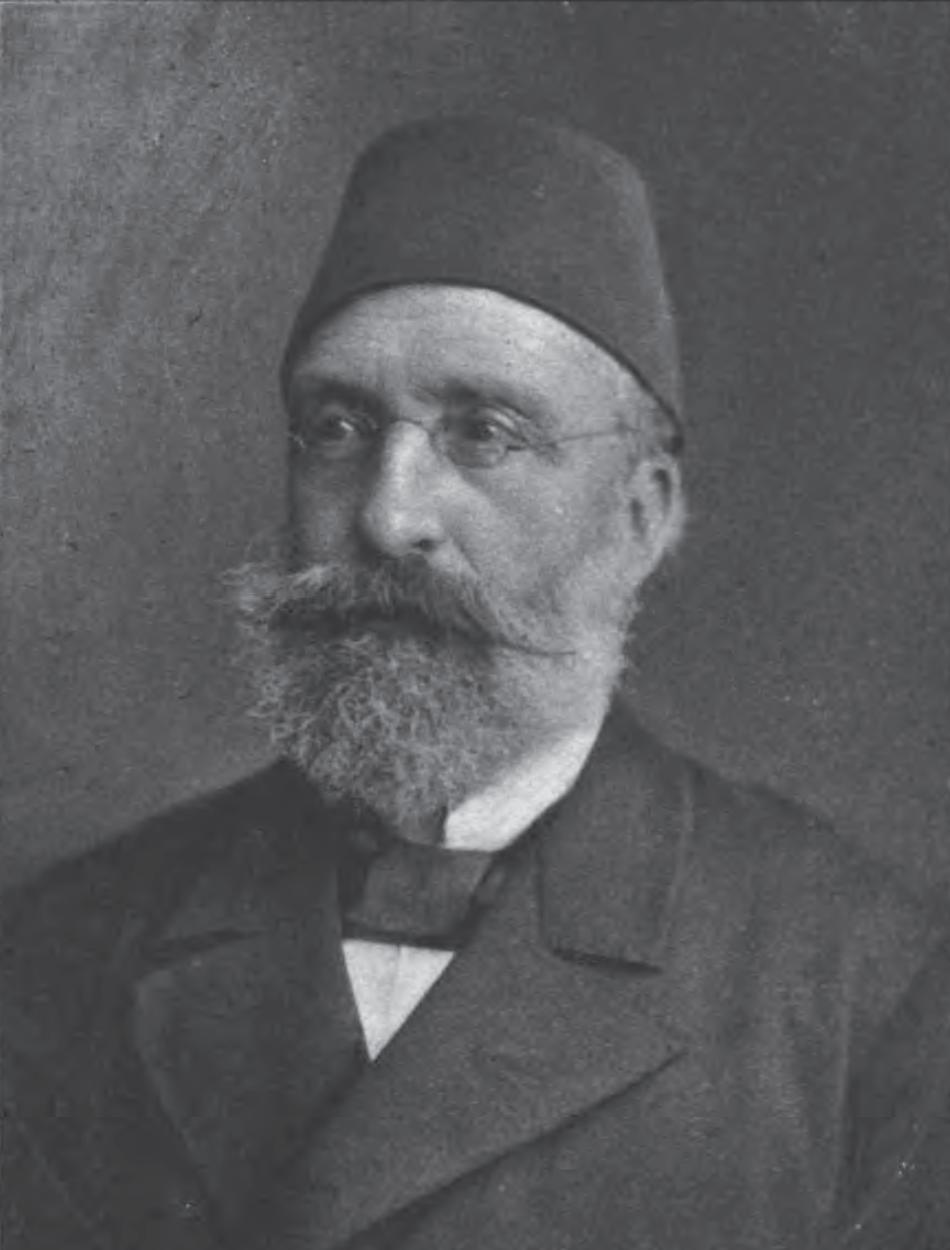
미드하트 파샤

아흐메드 셰피크 미드하트 파샤 (Ahmed Sefik Midhat Pasa) (1822년 10월 18일 ~ 1883년 4월 26일)는 오스만 제국의 탄지마트 후반기에 앞장서서 활동했던 정치인이다. 오스만 제국의 헌법 제정을 주도하고 제1헌법기를 열었다고 주로 알려져 있지만, 교육과 지방 행정 개혁도 이끈 대표적인 인물이었다. 그는 오스만 제국이 봉착한 위기를 인식하고 개혁이 절실히 필요하다고 느낀 정부 엘리트 관료 중 한 명이었다.
캐롤라인 핀켈은 미드하트 파샤를 두고 "분리주의를 이겨낼 수 있는 최고의 해결책은 좋은 통치라고 생각한 탄지마트 낙관주의를 대표하는 인물"이라고 평가했다. 영국인들에게 있어 미드하드 파샤의 개혁에 대한 열정은 착란적였으며, 일개 개인의 성격에서 나온 힘에 의존한 것이라고 봤다. 또 오스만 제국의 무능하고 부패한 환경, 분열된 사회를 들어 미드하트 파샤는 성공하지 못할 것이라고 보는 시각이 컸다.
다마스쿠스에 있는 미드하트 파샤 수크는 그의 이름을 따서 붙여졌다.

## 어린 시절
미드하트 파샤는 히즈라력 1238년 사파르 (서력 1822년 10월 18일), 이스탄불에서 어느 안락한 가정의 아들로 태어났다. 일미이예 가문이었던 그는 개인교사와 마드라사를 통해 교육을 받았다. 이슬람교 학자였던 아버지는 하지즈 아이르 에펜디자드 하지즈 메흐메드 에쉬레프 에펜디로, 지금의 불가리아 루스 출신이었다. 파샤의 집안은 벡타시교 신자로 밝히고 살았던 것으로 추정된다.
미드하트 파샤는 부모님의 집이 있는 비딘에서 로베치를 거쳐 나중엔 아버지가 법관으로 있었던 이스탄불에서 어린 시절을 보냈다. 1836년부터 대재상의 비서관으로 일하기 시작했고 1854년에는 대재상 크브르슬르 메흐메드 파샤의 명으로 아드리아노플 주의 치안을 맡게 되었다. 그리고 그는 1854년부터 1856년까지 발칸 지역의 강도 범죄를 낮추는 업적을 세웠다. 1858년 미드하트 파샤는 여섯 달 동안 서유럽으로 유학을 떠나 빈, 파리, 브뤼셀, 런던 등을 방문하기도 했다.

## 니스, 다뉴브, 바그다드 총독
1861년 미드하트 파샤는 니스의 총독으로 임명되었고, 그곳에 부임하면서 발칸 지역에 빌라예트 체계가 확립되는 데 공헌하였다. 1864년부터 1868년까지는 다뉴브 주의 총독을 맡았다. 재임하는 동안 그는 주민들의 자발적인 모금을 받아 수많은 학교와 교육기관, 병원, 곡창, 도로와 다리를 건설했다. 다음해인 1869년에는 대재상 알리 파샤가 바그다드 총독으로 자신을 임명하자 갈등을 빚었는데, 알리 파샤가 미드하트 파샤를 벌주기 위하여 외딴 곳으로 부임하도록 했기 때문이다.
결국 1869년 바그다드로 온 파샤는 옛날부터 바그다드 시내에 국립 교육기관이 하나도 없었다는 점을 깨닫고 이곳에 여러 국립 학교를 세웠다. 또한 제6군 개혁을 강조하며 이를 위해 사관학교들을 세우기도 하였다. 이렇게 세워진 사관학교들이 끼진 영향은 상당히 오래 가서, 1900년 기준으로 사립 초급고등학교에 진학한 학생은 96명에 불과했던 데 비해 사관초급학교는 256명, 사관중급학교는 846명이 진학하였다고 전해진다.
미드하트 파샤는 바그다드 지방을 근대화하는데 큰 힘을 썼고, 알하사의 오스만 법령을 재정비하기도 했다. 바그다드에도 빌라예트 체계를 만들어 1858년 토지 칙령을 반포하였는데, 이를 근거로 니잠 타푸라는 제도를 통해 미리 등급으로 지정된 토지들을 민간에게 승인 후 개방하도록 했다. 헨리 도브스 경은 미드하트 파샤의 총독 재임기간 3년은 바그다드가 오스만 제국의 지배를 받은 이래 가장 안정적이고 보장된 시기였다고 인정하기도 했다. 1872년 그는 총독직에서 물러나 이스탄불로 복귀했다.

## 대재상으로 임명

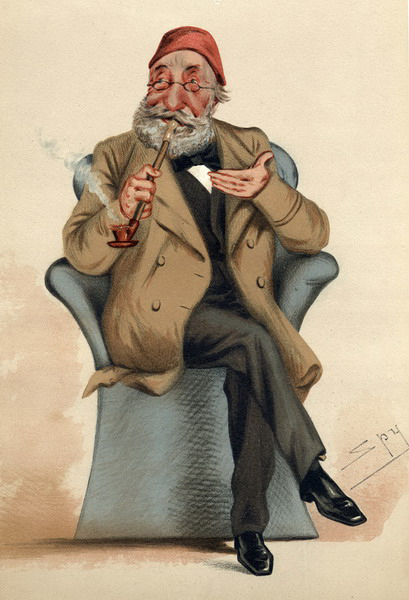
<배니시 페어> 표지에 등장한 미드하트 파샤 (1877년 6월 30일)

1872년 미드하트 파샤는 압둘라지즈 1세의 어명으로 오스만 제국의 대재상에 임명되었다. 그러나 미드하트 파샤의 첫 임기는 돌연 중단되었는데 재정 및 경제 문제를 두고 압둘아지즈 1세와 대립했던 것이 주된 이유였다. 결국 그는 취임 두 달 후에 물러났다. 이후 1873년과 1875년에도 법무장관 자리에 올랐으나 친헌법 체제 성향으로 인해 임기는 매우 짧았다.
하지만 1875년부터 1876년까지 오스만 제국에 내부적, 재정적, 대외적인 위기가 한꺼번에 닥치면서 미드하트 파샤에게도 새로운 헌법을 제정할 기회가 찾아왔고 그것이 바로 1876년 오스만 제국 헌법, 이른바 미드하트 헌법이었다.
1876년 6월 15일, 오스만 정부 고위 장관들이 참석한 회의에 체르케스 하산 (Çerkes Hasan)이라는 이름의 오스만 보병대 장교가 습격을 감행했다. 국방장관 후세인 아브니 파샤가 총상을 입고 외무장관인 라시드 파샤는 암살당했다. 미드하트의 하인인 아흐메드 아가도 사망했다. 이 결과로 총 다섯 명이 숨지고 열 명이 부상당했으며 주동자인 하산은 이 같은 범죄 혐의로 사형 판결을 받았다. 훗날 이 사건은 체르케스 하산 사건이라는 이름으로 불리게 되었다.
1876년 12월 9일 미드하트 파샤는 메흐메드 뤼슈디 파샤의 후임으로 다시 한번 대재상에 임명되었다. 취임할 당시 그는 개혁 기조를 유지하기로 약속하였고, 1876년 12월 23일에는 헌법을 공포하고 대표 의회를 설립하겠다고 선언했다. 헌법 초안 위원회의 일원은 아니었지만 채택 과정에서는 중요한 역할을 행사했다. 헌법에서 보장한 주요 내용으로는 인종이나 종교적 신념 구분 없이 모든 국민들의 평등권 보장, 노예제 폐지, (이슬람교 교리 대신) 시민법에 의거한 독립된 사법부, 보통 초등 교육, 그리고 술탄이 임명하는 상원과 직접선거로 선출되는 하원, 이 둘로 구성된 양원제 의회 설립이 있었다.
처음에는 헌법 제정에 대해 국민들이 큰 지지를 보냈었으나, 헌법에서 비이슬람교도에게도 동일한 권리를 보장한다는 사실이 알려지면서 지지는 곤두박질치고 말았다. 불과 몇 달 전까지만 해도 미드하트를 지지하던 소프타 (신학도)들은 이제 거세게 반대하는 입장으로 돌아섰다. 미드하트 파샤는 술탄 압둘 하미드 2세에게 헌법을 승인해달라고 압력을 가하며 애를 썼으나, 술탄은 헌법에 조항 하나를 더 추가하도록 명령하는데 이것이 바로 악명 높은 제113조로, 술탄에게 어떠한 사람이든 재판 혹은 그밖의 법적 절차 없이 제국 외부로 추방할 수 있도록 하는 권한을 부여한 것이었다.
압둘 하미드 2세는 헌법주의에 별다른 큰 흥미를 보이지 못했고, 1877년 2월 5일에는 미드하트 파샤를 추방시켜 버리기에 이른다. 황제의 유람선을 타고 브린디시로 보내진 미드하트 파샤는 그곳에서부터 시작해서 프랑스, 스페인, 오스트리아-헝가리와 영국을 차례로 방문하고, 방문하는 중에 1877년 러시아 튀르크 전쟁과 관련하여 오스만 측의 입장을 지지하는 각서와 오스만 제국의 개혁을 옹호하는 소책자를 저술했다. 미드하트가 유럽에서 호응을 얻음과 동시에 영국의 압박이 겹치자 압둘 하미드 2세는 미드하트의 추방을 철회하고 귀국하도록 윤허하였고, 미드하트는 1878년 9월 26일 크레타섬에 도착할 수 있었다.
전쟁이 끝나자 술탄 압둘 하미드 2세는 정부 내각을 해산시키고 다시 전제 통치로 회귀하게 된다.

## 시리아 총독
영국의 간섭으로 미드하트 파샤는 다시 총독에 임명되는 길이 열렸고 1878년 11월 22일 시리아 빌라예트의 총독이 되어 1881년 8월 31일까지 재임했다. 임기 동안 미드하트 파샤는 지역을 개혁하려 온 힘을 다해 노력했다. 그는 베이루트의 저명한 무슬림 시민 다수로 구성된 교육 자선 협회를 교육 개혁의 핵심 동력으로 삼았고, 이와 비슷한 협회들을 다마스쿠스와 그밖의 지역에도 구성되도록 장려했다.
그는 카이마캄과 무타사리프를 비롯한 민간 행정에 수많은 아랍인들을 등용했고, 소수민족들에게도 행정상의 폭넓은 대의권을 부여해 주었다. 언론 발전을 장려하여 신문사의 수도 열두 개를 넘어서게 되었다. 또 도로 건설과 치안 유지에도 관심을 가졌다. 트리폴리의 전차 노선 건설이나 베이루트 상공회의소 설립과 같은 지역 계획들의 재정에는 현지의 저명인들을 등용하였다. 하지만 곧 총리직을 사임하고 말았는데 이스탄불에서 별다른 지지를 보내지 않고 있다고 느꼈기 때문이었다.

## 투옥과 사망
이후에는 이즈미르에서 아이딘 빌라예트의 총독으로 잠시 부임했지만, 총독직에 오른 지 몇달이 채 되지 않은 1881년 5월 17일, 그는 체포되고 말았다. 법무장관 아흐메드 세브데트 파샤는 미드하트 파샤를 이스탄불로 압송하였고, 술탄 압둘라지즈를 암살했다는 혐의를 받게 되었다. 미드하트 파샤에 대한 심문과 법정 절차는 일디즈에서 진행됐다. 대다수의 역사학자들은 이러한 과정이 날조를 통해 이뤄진 기소였다고 평가한다. 특히 미드하트 파샤가 진술한 자백은 고문을 이용해 확보한 것이라는 의문이 제기된다. 위조된 증거물과 매수된 목격자의 증언으로 미드하트 파샤는 유죄로 내몰리게 되었고 결국에는 사형 선고를 받았다.
영국의 압력으로 미드하트 파샤의 사형 집행은 미뤄지게 되었고 이에 따라 그는 헤자즈의 타이프에 있는 한 요새에 수감됐다. 전해지는 바에 의하면 미드하트 파샤가 요새에 들어온 직후 메카의 에미르는 이스탄불로부터 미드하트를 "사고로" 죽게 만들라는 전갈을 받게 된다. 그러나 당시 에미르였던 압둘 무탈리브는 미드하트와 친한 사이였기 때문에 미드하트에게 화가 끼치는 일은 없었다. 그 결과로 헤자즈의 총독으로 부임한 오스만 파샤는 압둘 무탈리브의 여름 별장을 포위하고 그를 사로잡아 수감시켰다.
이로써 미드하트 파샤의 운명은 정해졌다. 1883년 4월 26일, 미드하트 파샤는 자신의 감방 안에서 살해되고 만다.